# غرانت ر. مولدر
غرانت ر. مولدر هو ضابط فيتنامي، ولد في 22 يوليو 1941.